# Усеня, Сергей Алексеевич
Сергей Алексеевич Усеня (бел. Сяргей Аляксеевіч Усеня; род. 4 марта 1988, Минск) — белорусский футболист, защитник футбольного клуба "Молодечно 2018" 

## Биография
Воспитанник минской футбольной школы «Олимпия», с 2004 года начал выступать за дубль борисовского «БАТЭ». В основную команду пробиться не смог, поэтому стал отдаваться в аренды в клубы Первой лигиː «Волна», «Белшина», «Барановичи», «Руденск».
В марте 2011 года подписал контракт с жодинским «Торпедо», где играл за дубль. В июле был отдан в аренду в «Городею», где сумел закрепиться и на следующий сезон перешёл в этот клуб на прочной основе.
В феврале 2015 года переехал в чемпионат Армении, став игроком клуба «Алашкерт», куда его пригласил другой белорус, Станислав Гнедько. В январе 2016 года вернулся в «Городею», которая вышла в Высшую лигу. В составе «Городеи» закрепился в качестве основного защитника. В январе 2017 года продлил контракт с клубом ещё на два года. В сезоне 2017 стал чаще выходить на замену, играл преимущественно слева в защите. В сезоне 2018 вновь стал выходить в стартовом составе.
В ноябре 2018 года пролонгировал контракт с клубом на следующий сезон. В сезоне 2019 года стал чаще оказываться вне стартового состава, привлекался в дублирующую команду, в сентябре и октябре не играл из-за травмы. В декабре 2019 года продлил контракт на год. Сезон 2020 года начал в стартовом составе, однако в мае получил травму, из-за чего выбыл до конца года.
В феврале 2021 года стал игроком брестского «Динамо».
17 марта 2022 года стал игроком «Сморгони».